# اتمی (ترانه)
«اتمی» (به انگلیسی: Atomic)، سومین تک‌آهنگ آلبوم با آهنگ بخور محصول سال ۱۹۷۹ از گروه موسیقی بلاندی است. دبی هری و جیمی دستری این ترانه را نوشتند و مایک چپمن آن را تهیه کرد.
این ترانه به عنوان ترکیبی از موج نو و دیسکو ایجاد شده بود که اثبات شده بود در ترانهٔ موفق رتبهٔ یکی پیشین سال ۱۹۷۹ گروه، «قلب شیشه»، موفق بوده‌است. بخش تکرارشوندهٔ گیتار مستقیماً از یکی از ترانه‌های نیل دایمند، «دختر، تو به زودی یک زن می‌شوی»، تأثیر پذیرفته بود.
نسخهٔ تک‌آهنگی ۱۹۸۰ «اتمی» در حقیقیت یک بازترکیب بود. نسخهٔ اصلی با زمان ۴:۳۵ که در با آهنگ بخور و نیز مجموعهٔ عظیم‌ترین آهنگ‌های بهترین بلاندی (۱۹۸۱) با مقدمه‌ای الهام‌گرفته‌شده از شعر کودکانهٔ «سه موش کور» و شامل یک وقفهٔ سازی با تک‌نوازی گیتار بیس است. نسخهٔ بازترکیبی ۷ اینچی از مایک چپمن، مقدمهٔ «سه موش کور» را حذف کرده و وقفهٔ سازی را با تکراری از شعر جایگزین کرده‌بود.
این ترانه برای دو هفته در فوریهٔ ۱۹۸۰ به رتبهٔ یک بریتانیا و رتبهٔ ۳۹ در ایالات متحده رسید. بی-ساید این تک‌آهنگ، «جوان بمیر، زیبا بمان»، هم‌چنین از آلبوم با آهنگ بخور، نخستین کار بلاندی در رگی بود، استایلی که آن‌ها، مجدداً در «کشش حداکثر است» اجرایش کردند. تک‌آهنگ ۱۲ اینچی شامل یک نسخهٔ زندهٔ «قهرمانان» اثر دیوید بوی با گیتار نواختن رابرت فریپ بود که در Hammersmith Odeon لندن، درست یک ماه پیش ضبط شده بود. این ترانه در مجموعهٔ تلفیقی کم‌یاب ۱۹۹۳ بلاندی و آن سو قرار گرفت.
«اتمی» مجدداً در سپتامبر ۱۹۹۴ ریمیکس و منتشر شد و به رتبهٔ دو در جدول‌های موسیقی رقص بیلبورد و نوزده در بریتانیا رسید. نسخهٔ بازترکیبی ۱۹۹۴ در مجموعه‌های تلفیقی مجموعهٔ پلاتینی، زیبا - آلبوم بازترکیبی و بازترکیب‌شده بازسازی‌شده عوض‌شده - پروژه بازترکیب قرار گرفت. این آهنگ مجدداً چهار سال بعد برای مجموعهٔ تلفیقی بریتانیایی اتمی - عالی‌ترین بلاندی ریمیکس شد و ‎۹۸ Xenomania‎ بعدها در اولین آلبوم موسیقی متن فیلم عجیب مثل مردم قرار گرفت. این ترانه هم‌چنین در بازی رایانه‌ای جی‌تی‌ای: وایس سیتی قرار گرفت و موجب شد که ترانه باز هم توجهی مختصر را از جامعهٔ مدرن کسب کند.

## فهرست آهنگ‌ها
‎US 7" (Chrysalis CHS 2410)‎
1. ‎ «Atomic» (7" Mix)‎ (دبرا هری، جیمی دستری) - ۳:۴۸
2. «Die Young Stay Pretty» (دبرا هری، کریس استین) - ۳:۲۷

‎UK 12" (Chrysalis CHS 12 2410)‎
1. ‎ «Atomic» (7" Mix)‎ (دبرا هری، جیمی دستری) - ۳:۴۸
2. «Die Young Stay Pretty» (دبرا هری، کریس استین) - ۳:۲۷
3. ‎ «Heroes" (Live)‎ (دیوید بوی) - ۶:۲۸

- ضبط‌شده به‌طور زنده در Hammersmith Odeon، لندن، در ۱۲ ژانویهٔ ۱۹۸۰. تهیه‌شده به وسیلهٔ کریس استین، جیمی دستری و پی ملونی.

## جدول موسیقی
| جدول (۱۹۸۰)     | حد رتبه    |
| --------------- | ---------- |
| بریتانیا        | ۱۲         |
| ایرلند          | ۳          |
| اتریش           | ۵          |
| نروژ            | ۵          |
| زلاند نو        | ۷          |
| استرالیا        | ۱۲         |
| هلند            | ۲۹         |
| ایالات متحده    | ۳۹         |
| آلمان           | ۲۰         |
| جدول رقص آمریکا | ۱          |
| جدول رقص آمریکا | ۱۹(ریمیکس) |

«اتمی» پنجمین تک‌آهنگ پارتی انیملز از دومین آلبوم استودیویی‌شان، Party@worldaccess.nl است. این آهنگ در سال ۱۹۹۷ عرضه شد و توفیقی اندکی برای آن‌ها در هونگ کونگ داشت. این ترانه، یک نسخهٔ تقلیدی از ترانهٔ بلاندی با یک ضرب‌آهنگ گبر است. این آهنگ به رتبهٔ ۸ ۴۰ تای برتر هلند رسید.

### فهرست آهنگ‌ها
| #  | عنوان                                   | زمان |
| -- | --------------------------------------- | ---- |
| ۱. | ‎ «Atomic (Flamman & Abraxas radio mix)»‎ | ۳:۳۱ |
| ۲. | «Mocht Ik onder het Hakkûh Bezwijken»   | ۵:۳۲ |
| ۳. | «Atom-X»                                | ۴:۵۲ |
| ۴. | «Total Smash»                           | ۵:۱۵ |